# Fabryka Świętego Piotra
Fabryka Świętego Piotra (łac. Fabrica Sancti Petri; wł. Fabbrica di San Pietro) to zwyczajowa nazwa urzędu działającego przy Stolicy Apostolskiej. Urząd ten jest odpowiedzialny za zarządzanie, utrzymanie, konserwację i dekorację bazyliki św. Piotra na Watykanie.
Od 2021 roku funkcję przewodniczącego pełni kard. Mauro Gambetti.

## Historia
Fabryka Świętego Piotra sięga swymi początkami pontyfikatu Klemensa VII (1523–1534) który utworzył 60-osobowe kolegium odpowiedzialne za nadzorowanie i administrowanie budową nowej bazyliki watykańskiej. Papież Klemens VIII (1592–1605) przekształcił to kolegium w kongregację kardynalską, co zatwierdził ostatecznie jego następca Paweł V w czerwcu 1605. Funkcja kardynała prefekta tej kongregacji została połączona z funkcją kardynała archiprezbitera bazyliki watykańskiej.
Paweł VI w 1967 zredukował rangę Fabryki Świętego Piotra, która z dniem 1 stycznia 1968 utraciła status kongregacji. Jan Paweł II a na mocy konstytucji Pastor Bonus pkt. 192 w 1988 określił obecne kompetencje Fabryki.

## Lista przewodniczących Fabryki Świętego Piotra
Fabryka Świętego Piotra została podniesiona do rangi kongregacji kardynalskiej w 1593, co zatwierdził papież Paweł V w 1605. Jej prefektem był zawsze aktualny kardynał archiprezbiter bazyliki watykańskiej.

### Prefekci Kongregacji Fabryki Świętego Piotra
- Giovanni Evangelista Pallotta (1593–1620)
- Scipione Caffarelli-Borghese (1620–1633)
- Francesco Barberini (1633–1667)
- Carlo Barberini (1667–1704)
- Francesco Nerli (1704–1708)
- wakat
- Annibale Albani (1712–1751)
- Henry Benedict Stuart (1751–1807)
- Romoaldo Braschi-Onesti (1807–1817)
- Alessandro Mattei (1817–1820)
- Pietro Francesco Galleffi (1820–1837)
- Giacomo Giustiniani (1837–1843)
- Mario Mattei (1843–1870)
- Niccola Clarelli Paracciani (1870–1872)
- Edoardo Borromeo (1872–1881)
- Edward Henry Howard (1881–1892)
- Francesco Ricci Paracciani (1892–1894)
- Mariano Rampolla (1894–1913)
- Rafael Merry del Val (1914–1930)
- Eugenio Pacelli (1930–1939)
- Federico Tedeschini (1939–1959)
- Domenico Tardini (1959–1961)
- Paolo Marella (1961–1967)

### Przewodniczący Fabryki Świętego Piotra od 1968
- Paolo Marella (1968–1983)
- Aurelio Sabattani (1983–1991)
- Virgilio Noè (1991–2002)
- Francesco Marchisano (2002–2004)
- Angelo Comastri (2005–2021)
- Mauro Gambetti, OFMConv (od 2021)

Przewodniczący Fabryki Świętego Piotra jest zwyczajowo również archiprezbiterem bazyliki św. Piotra na Watykanie.